# Griesgram
Bei einem Griesgram handelt es sich im Sprachgebrauch um einen schlecht gelaunten oder mürrischen Menschen. Griesgrame werden oft auch als Menschenhasser oder Misanthropen beschrieben. Dabei handelt es sich nicht um eine kurzzeitige schlechte Laune, sondern eher um eine Charaktereigenschaft.
Griesgram stammt wahrscheinlich von mittelhochdeutsch grisgram (auch grisgramen oder grisgrimmen), was Zähneknirschen bedeutet; als Verb findet es sich in diesem Sinne etwa in zahlreichen alt- und mittelhochdeutschen Übersetzungen des biblischen fletus et stridor dentium („Heulen und Zähneklappern“). Wahrscheinlich geht das Wort auf die Wurzel „grim“ zurück und ist mit dem englischen grim (düster, grimmig) verwandt. Damit ist das Wort auch mit Grieß verwandt, das zermahlenes Getreide bezeichnet und in Zusammenhang mit dem „Zähneknirschen“ steht. Der althochdeutsche Ursprung liegt offenbar in den Wörtern „grisgramdn“ bzw. „criscramôn“, was knirschen bedeutet.
In der deutschen Ausgabe der Sesamstraße wird Oscar the Grouch als Griesgram bezeichnet.